# 5 février 1943
Le vendredi 5 février 1943 est le 36e jour de l'année 1943.

## Naissances
- Anwarul Chowdhury, diplomate bangladais
- Bernard Hreglich (mort en 1996), poète français
- Dušan Uhrin, footballeur et entraîneur de football tchèque
- Gilbert Baumet, personnalité politique française
- Giuseppe Ravano, cavalier italien
- Henri Masson, espérantiste français
- Ivan Alexandrovitch Tcherepnine (mort le 11 avril 1998), compositeur américain
- Larry Tamblyn, acteur, chanteur et clavieriste américain
- Michael Mann, réalisateur américain
- Nolan Bushnell, pionnier de l'industrie du jeu vidéo aux États-Unis
- Pradip Choudhuri, poète et essayiste bengali
- Renan Pollès, réalisateur français

## Décès
- Joseph Turmel (né le 13 décembre 1859), historien
- Krijn Breur (né le 25 mai 1917), résistant néerlandais de la Seconde Guerre mondiale
- Sim Gokkes (né le 21 mars 1897), compositeur néerlandais
- W. S. Van Dyke (né le 21 mars 1889), cinéaste américain